# Adam Mitura
Adam Mitura (ur. 29 czerwca 1922 w Ciszycy-Kolonii, zm. 27 września 2019) – polski nauczyciel i polityk, poseł na Sejm X kadencji (1989–1991).

## Życiorys
Syn Feliksa i Karoliny. Ukończył w 1949 studia historyczne i polonistyczne na Katolickim Uniwersytecie Lubelskim. Pracował jako nauczyciel w Zespole Szkół Ekonomicznych w Ostrowcu Świętokrzyskim. W 1952 został usunięty ze szkolnictwa za „poglądy reakcyjne”. Pracował następnie w Przyzakładowej Szkole Odlewni Żeliwa „Niekłań” i w Technikum Finansowym w Końskich. W latach 1958–1981 był nauczycielem historii i języka polskiego w Liceum Ekonomicznym w Ostrowcu Świętokrzyskim.
W latach 80. zaangażowany w działalność Niezależnego Samorządnego Związku Zawodowego „Solidarność”, zasiadał w zarządzie Regionu Świętokrzyskiego. W stanie wojennym został internowany na okres około czterech miesięcy. Był także członkiem redakcji drugoobiegowego pisma „Biuletyn Informacyjny” w Ostrowcu Świętokrzyskim.
W 1989 uzyskał mandat posła na Sejm kontraktowy z okręgu skarżyskiego jako kandydat bezpartyjny z poparciem Komitetu Obywatelskiego. Zasiadał w Obywatelskim Klubie Parlamentarnym. Był członkiem Komisji Edukacji, Nauki i Postępu Technicznego oraz Komisji Regulaminowej i Spraw Poselskich. W 1991 nie ubiegał się o reelekcję i wycofał się z działalności politycznej, przechodząc następnie na emeryturę.
W 1974 otrzymał Złoty Krzyż Zasługi. W 2013, za wybitne zasługi dla przemian demokratycznych w Polsce, za osiągnięcia w działalności państwowej i publicznej, odznaczony Krzyżem Oficerskim Orderu Odrodzenia Polski.